# Joseph Binder
Pour les articles homonymes, voir Binder.
Joseph Binder, né le 3 mars 1898 à Vienne où il est mort le 25 juin 1972, est un affichiste autrichien. 

## Biographie
Élève de Bertold Löffler (de) à l'Université des arts appliqués de Vienne (1922-1926), il fonde en 1921 le studio graphique ESBETA, nommé d'après ses membres fondateurs (Elisabeth (Lilly) Auböck, Adolf Streit et Friedrich Tauber), qu'il poursuit en 1924 sous le nom Joseph Binder - Wiener Graphik. 
Ses affiches deviennent célèbres à Vienne dans les années 1930. En 1934, il s'installe aux États-Unis où il enseigne et publie son ouvrage Colour in Advertising. En 1938, il crée à New York un nouveau studio et gagne le premier prix du concours d'affiches de la New York World's Fair.
Directeur artistique de l'US Navy de 1948 à 1963, le Joseph Binder Award (de) a été créé en 1996 en son honneur. 